# NGC 2007
NGC 2007 est une galaxie spirale barrée située dans la constellation du Peintre. NGC 2007 a été découverte par l'astronome britannique John Herschel en 1834.

## Caractéristiques
Sa vitesse par rapport au fond diffus cosmologique est de 4 581 ± 6 km/s, ce qui correspond à une distance de Hubble de 67,6 ± 4,7 Mpc (∼220 millions d'al).
À ce jour, neuf mesures non basées sur le décalage vers le rouge (redshift) donnent une distance de 54,311 ± 6,182 Mpc (∼177 millions d'al), ce qui est tout juste à l'extérieur des valeurs de la distance de Hubble. Notons cependant que c'est avec la valeur moyenne des mesures indépendantes, lorsqu'elles existent, que la base de données NASA/IPAC calcule le diamètre d'une galaxie et qu'en conséquence le diamètre de NGC 2007 pourrait être d'environ 39,3 kpc (∼128 000 al) si on utilisait la distance de Hubble pour le calculer.
La classe de luminosité de NGC 2007 est III et elle présente une large raie HI. Elle renferme également des régions d'hydrogène ionisé.

## Paire de galaxies
Selon Soares et ses collègues, NGC 2007 et NGC 2008 forment une paire de galaxies. Cependant, la distance de NGC 2008 est de 152,91 ± 10,70 Mpc (∼499 millions d'al) et cette paire est donc purement optique.